# Roemeens voetbalkampioenschap 1931/32
In 1931/32 werd het twintigste kampioenschap in Roemenië georganiseerd. Er namen vijf regionale kampioenen deel van 5 juni tot 10 juli. Venus Boekarest werd kampioen.

## Deelnemers
| Regio  | Kampioen            |
| ------ | ------------------- |
| Noord  | Crișana Oradea      |
| Oost   | Macabi Cernăuți     |
| Zuid   | Venus Boekarest     |
| Midden | Mureșul Târgu-Mureș |
| West   | UDR Reșița          |

## Uitslagen

### Voorronde
| Thuisploeg          | – | Uitploeg       | Uitslag   |
| ------------------- | - | -------------- | --------- |
| Mureșul Târgu-Mureș | – | Crișana Oradea | 2:0 (1:0) |

### Halve Finale
| Thuisploeg      | – | Uitploeg            | Uitslag   |
| --------------- | - | ------------------- | --------- |
| Venus Boekarest | – | Macabi Cernăuți     | 5:0 (3:0) |
| UDR Reșița      | – | Mureșul Târgu-Mureș | 8:2 (3:1) |

### Finale
| Thuisploeg      | – | Uitploeg   | Uitslag   |
| --------------- | - | ---------- | --------- |
| Venus Boekarest | – | UDR Reșița | 3:0 (1:0) |